# La Chapelle-en-Serval
La Chapelle-en-Serval település Franciaországban, Oise megyében. Lakosainak száma 3109 fő (2022. január 1.). La Chapelle-en-Serval Pontarmé, Fosses, Orry-la-Ville, Plailly, Luzarches és Survilliers községekkel határos.

## Népesség
A település népességének változása:
| Lakosok száma | 2947 | 2944 | 3114 | 3141 | 3140 | 3140 | 3141 | 3120 | 3109 |
|               | 2013 | 2015 | 2016 | 2017 | 2018 | 2019 | 2020 | 2021 | 2022 |